# Ronde zegge
Ronde zegge (Carex diandra) is een plantensoort uit de cypergrassenfamilie (Cyperaceae).

## Determinatie
Ronde zegge is een overblijvende, kruidachtige plant. De plant wordt 20-70 cm hoog en vormt losse of soms dichte pollen. De onderaan bijna ronde en bovenaan driekantige stengels hebben iets gewelfde kanten. De bladeren zijn korter dan de stengel en 1,5–2 mm breed, waarvan de onderste bladscheden dof zijn. Ronde zegge bloeit in mei en juni met 1–5 cm lange bloeiwijzen, waarvan de onderste takken tot 1 cm lang kunnen zijn. Boven aan de aar zitten de mannelijke bloemen en onderaan de vrouwelijke. De vrouwelijke bloem heeft twee stempels en de mannelijke bloem drie meeldraden. De roodbruine tot lichtbruine, 3 mm lange en 2 mm brede, eironde kafjes hebben een breed vliezige rand en een spitse top. De lichtbruine vrucht is een lensvormig, 1,5 mm lang en 0,7–1 mm breed nootje en heeft een tweetandige snavel. Het 3–4 mm lange en 1–1,5 mm brede, sterk glanzende, iets afstaande of rechtopstaande urntje is donkerbruin en heeft aan de rugzijde ongeveer 6 onduidelijke nerven. Aan de buikzijde is het niet of zwak generfd. Het urntje is een soort schutblaadje dat geheel om de vrucht zit. Het aantal chromosomen is 2n = 60.

## Ecologie
Ronde zegge komt voor op natte, meso-oligotrofe grond in trilveenmoerassen, moerassige hooilanden en soms in ondiep water.

### Syntaxonomie
In de syntaxonomie staat ronde zegge te boek als kensoort voor de associatie van schorpioenmos en ronde zegge.

## Verspreiding
Het natuurlijke verspreidingsgebied van ronde zegge strekt zich uit over de koel-gematigde en koudere streken op het noordelijk halfrond. De soort staat op de  Nederlandse Rode Lijst als zeldzaam en sterk afgenomen.

## Fotogalerij

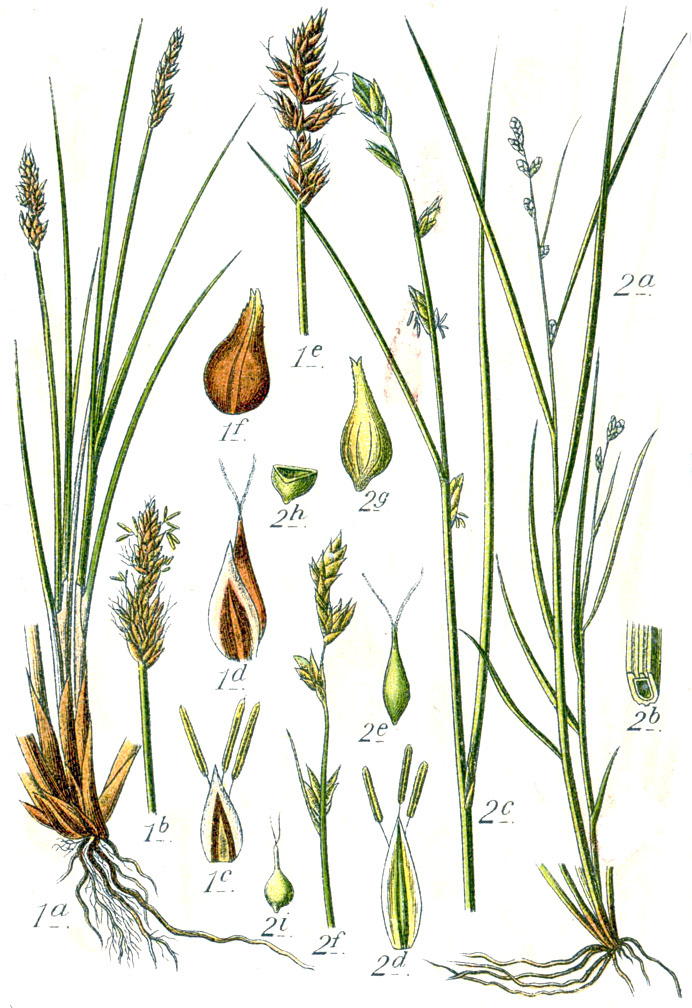
1 = Ronde zegge
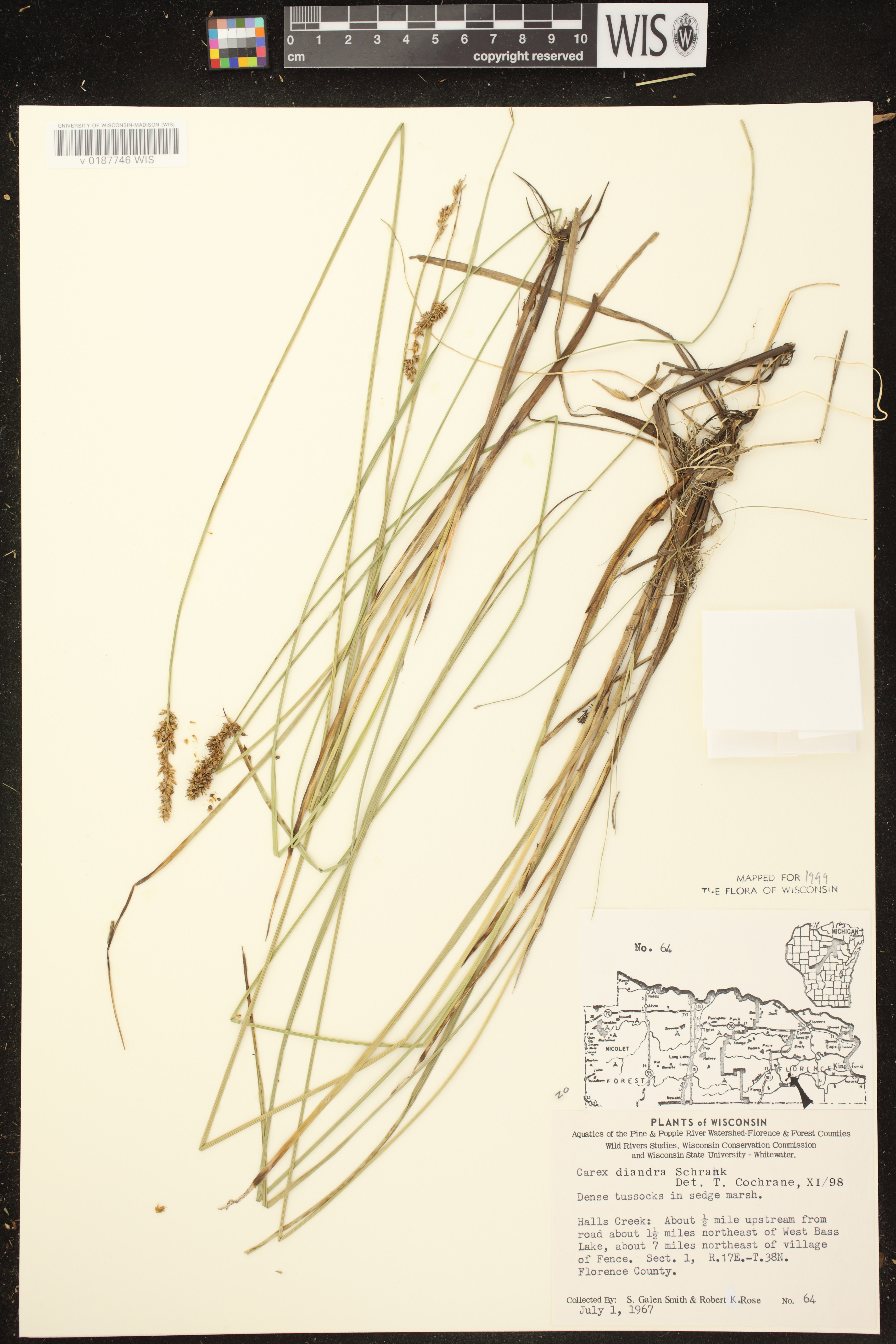
Plant
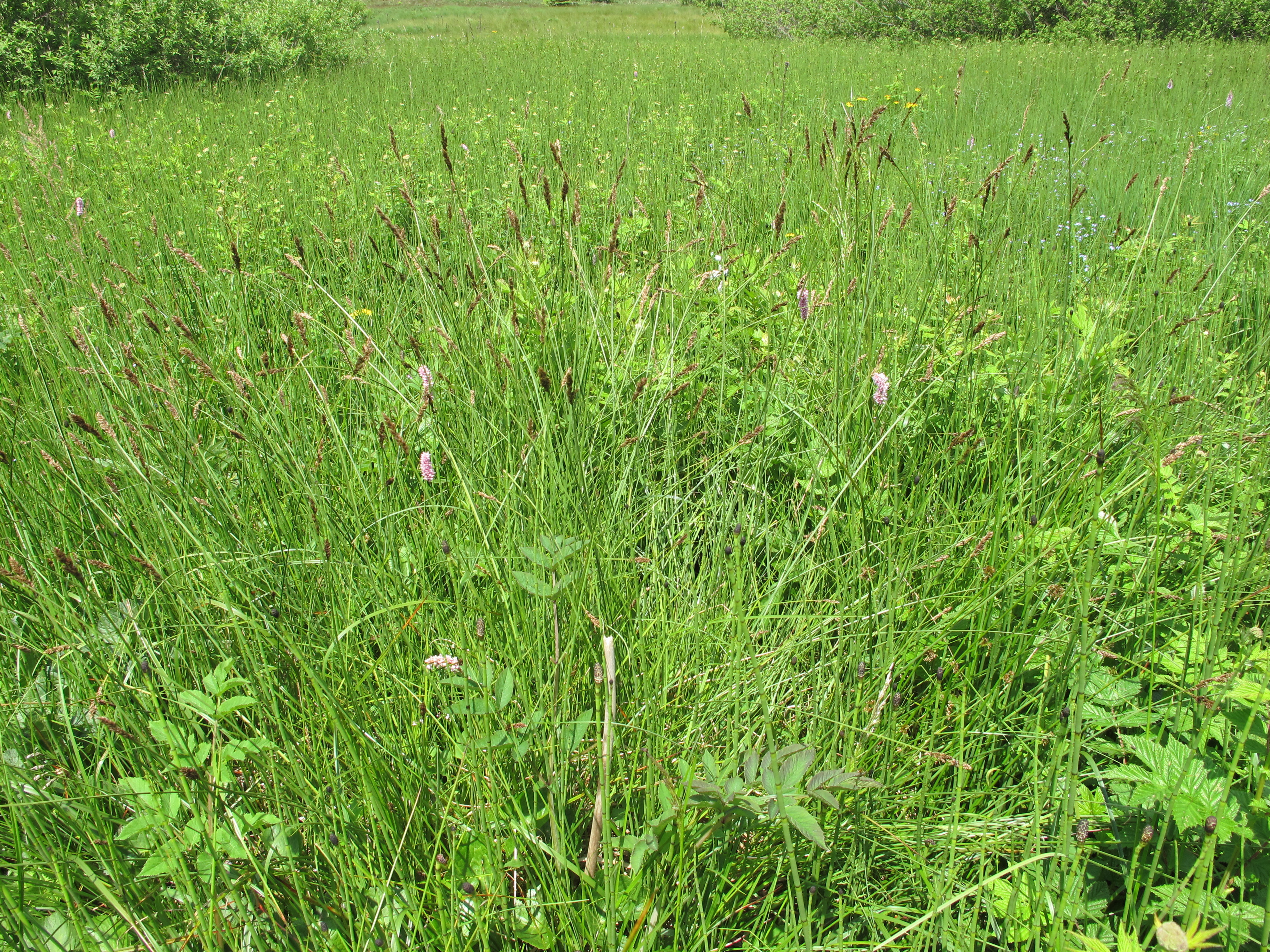
Planten
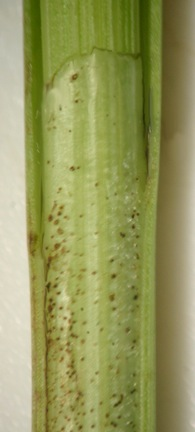
Tongetje
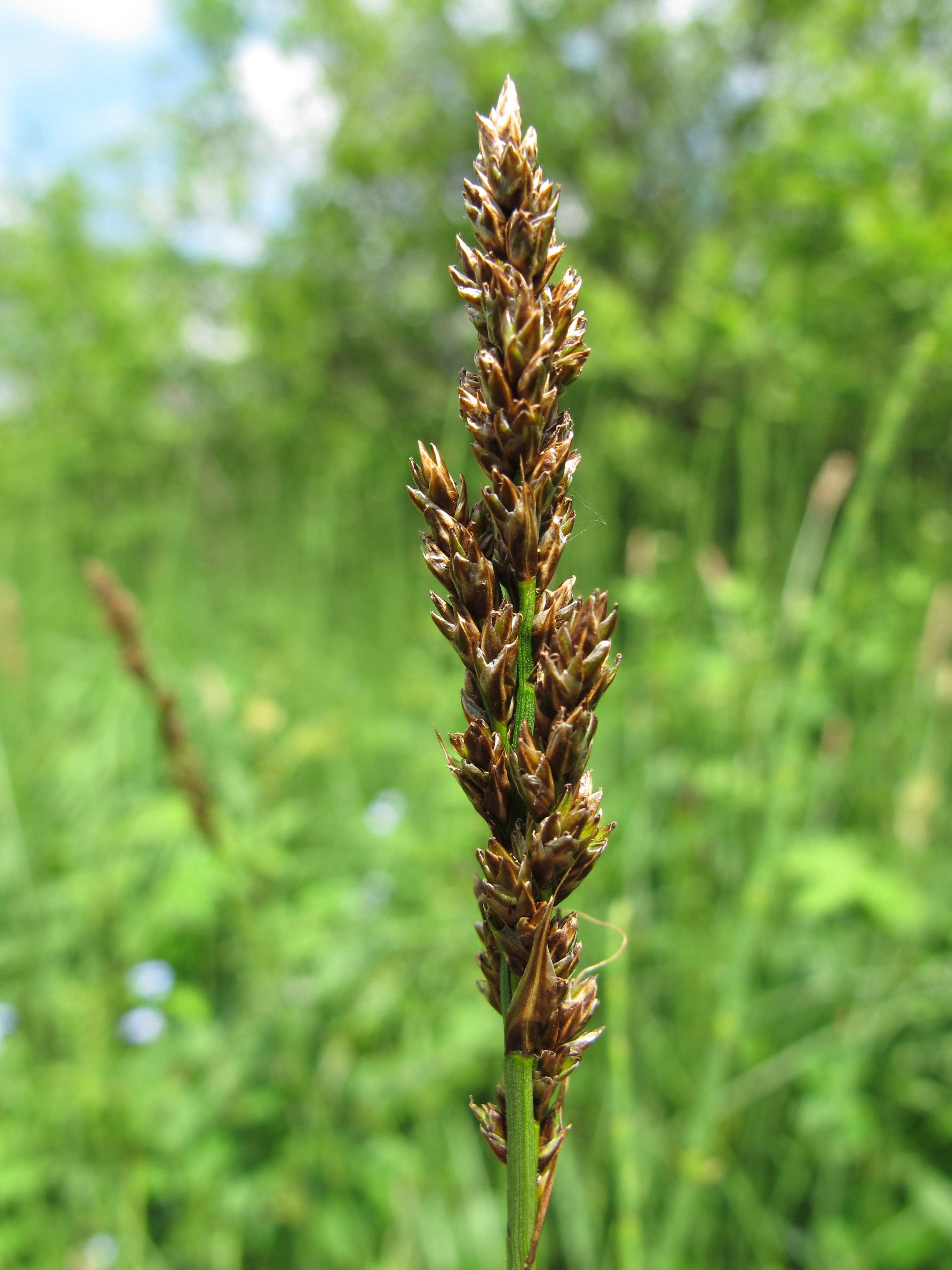
Bloeiwijze
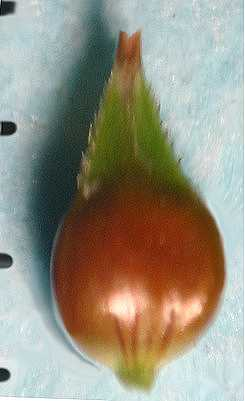
Urntje